# Masía Fortificada Torre Don Blasco
La masía fortificada Torre de Don Blasco, también conocida como Torre d'En Blasco o mas de Partirás, es un edificio agrícola y residencial fortificado, situado al sudoeste de Villafranca del Cid, en la comarca del Alto Maestrazgo, al que se llega partiendo de Villafranca del Cid por el camino de la Barranca. Se trata de un altozano sito a los pies de la Sierra Brusca, desde donde se tiene una buena panorámica tanto del pico de Peñagolosa, situado al oeste, como de otras masías fortificadas de la zona, tales como la Torre Leandra, o la Torre Fonso.
Está declarada de forma genérica Bien de Interés Cultural (bajo la protección de la Declaración genérica del Decreto de 22 de abril de 1949, y la Ley 16/1985 sobre el Patrimonio Histórico Español), presentando anotación ministerial R-I-51-0012145, del 21 de julio de 2008.

## Historia
Dispersas por el término municipal de Villafranca del Cid existen una gran cantidad de masías fortificadas. Se considera que una de las razones de su existencia y número se debe a que la zona de Villafranca del Cid no con contaba con un castillo que permitiera a los agricultores diseminados por la zona, refugiarse en caso de peligro. Si tenemos en cuenta que esta zona ha estado involucrada en todos los conflictos bélicos, desde la reconquista a la guerra del 36, (Guerra de Sucesión, Guerra de Independencia, Guerras Carlistas, disputas con la vecina Morella…), puede entenderse la necesidad de crear espacios fortificados cerca de los núcleos agrícolas en donde se concentraba cierto número de población que vivía de las explotaciones agrarias del altiplano en el que se situaban.
De esta masía se dispone de documentación sobre ella desde 1866, cuando se realiza una disposición a favor de Doña Magdalena Grau Gras, que hereda la masía de su hermano Don Ramón Grau Gras, vecino de Benasal, que había fallecido, y que a su vez la había heredado de su padre Don Manuel Grau y de la Viladomar, el 29 de marzo de 1852. Doña Magdalena, la nueva dueña de la masía, fundó el 7 de noviembre de 1916 una fundación con fines docentes y culturales, que tenía su sede en Benasal. Al morir, la masía es legada en proindiviso a diversos herederos de confianza. De este modo, y tras varias ventas acabó en manos de sus actuales propietarios. A lo largo del tiempo, la masía ha sufrido también los efectos de la climatología, destacando la caída de un rayo que destruyó la planta superior de la torre.

## Descripción
Arquitectónicamente, la torre sigue la tipología común en la zona: presenta planta rectangular, con muros de fábrica de mampostería, reforzados en las esquinas de sillarejo; techo a un agua acabado en teja árabe.
Las características almenas que remataban las torres defensivas de estas masías no se han conservado en este caso, debido al efecto destructivo de un rayo. De la torre queda tan solo un resto que sobresale de la cubierta de la masía.
El resto de la construcción que compone la masía rodea a la torre. Presenta planta rectangular con planta baja y una planta alta. La techumbre es a dos aguas, que, al igual que la torre se remata con teja árabe. En a la fachada principal se abre la puerta de acceso (que está desplazada a la izquierda y sobre ella se sitúa una pequeña ventana), así como tres pequeñas ventanas en la planta superior. La puerta es en forma de arco de medio punto con jambas de sillería. Existen alrededor de ella corrales destinados a la explotación ganadera e incluso uno de ellos se adosa a la fachada principal.